# Desperate Existence
Desperate Existence drugi je studijski album hrvatskog gothic metal-sastava Ashes You Leave. Album je 11. lipnja 1999. godine objavila diskografska kuća Morbid Records.

## Popis pjesama
| 1.    | »A Wish«                             | 3:41 |
| 2.    | »Never Again Alone in the Dark«      | 9:30 |
| 3.    | »Desperate Existence«                | 9:14 |
| 4.    | »Et Vidi Solem Evanere«              | 5:43 |
| 5.    | »Momentary Eclipse of Hope«          | 7:18 |
| 6.    | »Searching for Artificial Happiness« | 8:55 |
| 7.    | »Shadow of Somebody Else's Being«    | 7:58 |
| 8.    | »Outro«                              | 3:17 |
| 55:36 |                                      |      |

## Zasluge
Ashes You Leave
- Dunja Radetić – vokali, flauta
- Berislav Poje – vokali, gitara, klavijature
- Neven Mendrila – gitara
- Kristyan Milić – bas-gitara
- Marta Batinić – violina
- Gordan Cenčić – bubnjevi

Ostalo osoblje
- Marko Radojčić – fotografija
- Patricia Skender – naslovnica
- Yang Yu – raspored ilustracija, dizajn